# Víctor Celestino Algarañaz
Víctor Celestino Algarañaz, né le 6 avril 1926 à Santa Cruz de la Sierra (Bolivie) et mort à une date inconnue, était un footballeur bolivien évoluant au poste d'attaquant de 1948 à 1951.

## Biographie
En club, Algarañaz a évolué dans l'équipe bolivienne du Litoral La Paz de 1948 à 1951, période à laquelle il est international et est convoqué par Mario Pretto pour disputer la coupe du monde 1950 au Brésil avec l'équipe de Bolivie, où son équipe ne passe pas le 1er tour, éliminée par le futur champion du monde uruguayen.